# クリス・ロック
クリス・ロック（Chris Rock、1965年2月7日 - ）は、アメリカ合衆国サウスカロライナ州出身のスタンダップ・コメディアン、俳優。脚本家、プロデューサー、映画監督としても活動している。コメディ専門チャンネルのコメディ・セントラルが選ぶスタンダップ・コメディアンベスト5位。エミー賞を3回、グラミー賞を3回受賞している。自身が非言語性学習障害であると公表している。

## 経歴
1984年、ニューヨークのコメディクラブ「Catch a Rising Star」でスタンダップ・コメディの舞台に立ち始める。当時は『マイアミ・バイス』などのドラマにも出演していたが、とあるナイトクラブでロックの演技を見たエディ・マーフィの抜擢により『ビバリーヒルズ・コップ2』で映画デビューを果たした。
1990年、『サタデー・ナイト・ライブ』でスケッチ・コメディーシリーズの主要キャストとなり、クリス・ファーレイ、アダム・サンドラー、ロブ・シュナイダー、デヴィッド・スペードらとともに「バッドボーイズ・オブ・SNL」として一躍有名になる。
1993年に『サタデー・ナイト・ライブ』を降板した後は、ジム・キャリーの出演で知られるFOXのコント番組『イン・リビング・カラー』への出演などを経て映画の仕事に集中するが、自身が脚本・製作したモキュメンタリー映画『CB4』が成功しなかったことを受け、再びスタンダップ・コメディの分野に注力する。
HBOで放送された1994年のコメディ特番『Big Ass Jokes』や、「ニガズ対ブラックピープル」を含む1996年の番組『Bring the Pain』などが高い評価を得て、それぞれでエミー賞を受賞する。コメディ・セントラルの政治番組『Politically Incorrect』ではコメンテーターを務め、再度エミー賞にノミネートされた。1997年にはHBOで冠番組『The Chris Rock Show』がスタートしたほか、MTV Video Music Awardsのホストにも起用された。1999年のHBO特番『Bigger & Blancker』や、2003年にワシントンD.C.で行われたライヴ『Never Scared』を収録したコメディアルバムは第48回グラミー賞において最優秀コメディ・アルバム賞を受賞。2005年の第77回アカデミー賞で司会を務めた際にはその発言が物議を醸したが、タイム誌やエンターテインメント・ウィークリーには「The funniest man in America（アメリカで最も面白い男）」と評されてもいる。

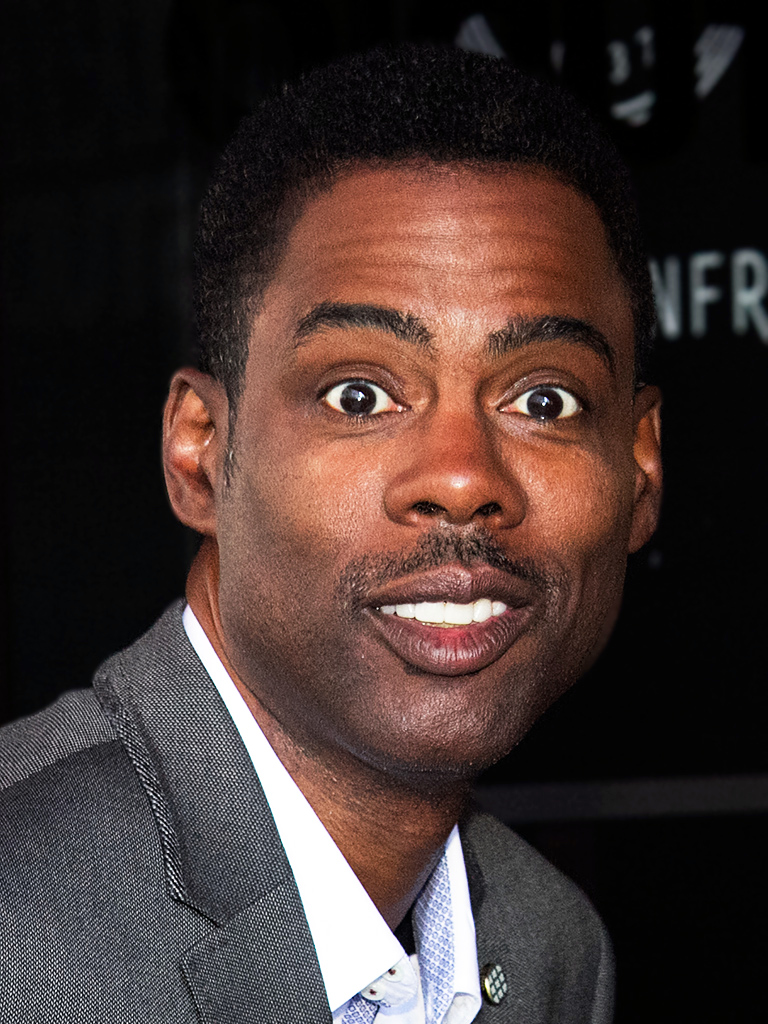
2014年

2015年、第88回アカデミー賞で2度目の司会を務めることが発表された。

## 第88回アカデミー授賞式での問題発言
2016年、第88回アカデミー賞授賞式で「アジア人は数学が得意」といったステレオタイプを強調した寸劇を披露した（プレゼンターを務めたサシャ・バロン・コーエンも「アジア人は勤勉で性器が小さい」といった内容を含むジョークを披露していた）。これに対し、アジア系アカデミー会員たちがアカデミー賞を主催する映画芸術科学アカデミーに抗議の手紙を送った。映画芸術科学アカデミーはこれに対し、「アカデミーは懸念を知らせてくださったことに感謝するとともに、どんな要素であっても授賞式が侮辱的なものになってしまったことを遺憾に思っています。今後の授賞式では、もっとそれぞれの文化に配慮できるよう、全力を尽くします」とコメントした。

## 第94回アカデミー賞授賞式でのトラブル

ベルギーのマウアー・パークに模写された問題の殴打シーンの落書き

2022年の第94回アカデミー賞授賞式では、女優ジェイダ・ピンケット・スミスの短い髪形について、ジェイダが顔をしかめるような侮辱的なジョークを飛ばし（ジェイダは脱毛症と診断されたことを2018年に告白していた）、その夫でクリスと長年の友人でもあるウィル・スミスに平手で殴打された。
ロサンゼルス・タイムズによると、騒動が起きた際、クリスの弟のケニーはブルックリンを走る電車に乗っており、ネット上に出回った動画を通して事件を知ったとしている。また、ウィル・スミスとクリス・ロックは1990年代からの知り合いで、「騒動前までは非常に良い関係だった」と語った。
アカデミー側は、式典中にクリス・ロックをステージ上で平手打ちした後、ウィル・スミスが会場から去ることを拒否したことを明らかにした。同日夜、ロサンゼルス市警察はスミスを逮捕する準備をしていたが、クリス・ロックは断固として告訴を望まなかった。
クリス・ロックは同日の授賞式で司会を務めたワンダ・サイクスに対し、授賞式後のアフターパーティーで開口一番に謝罪。「あなたたちが主役になるはずの夜だった。あなたと（共同司会者の）エイミー（・シューマー）、レジーナ（・ホール）は素晴らしい仕事をしていた。それが、このような形になってしまって申し訳ない」と述べたという。
この事件をめぐって、事件2日後の3月29日、『CBSモーニングス』の司会者ゲイル・キングは「スミス以外の他の聴衆が歩いて行ってそれをしたとしたら、彼らは警備員に付き添われたり、逮捕されたりしただろう」と推測した。同番組に出演したジム・キャリーは「彼（スミス）はそうであるべきであった」とし、「聴衆から怒鳴り、不満を示したり、Twitterで何かを言いたいのなら、ステージに上がって誰かを顔に叩きつける権利はない」と付け加えた上で「もしも私がクリスであれば、彼（スミス）を訴える」とスミスを批判した。
事件3日後の3月30日にNBCのトーク番組『エレンの部屋』に出演したワンダ・サイクスは、クリスの謝罪を聞いた時は「なぜ謝るの?」と感じ、一連の出来事について「気分が悪くなった。今もまだ少しトラウマを抱えている」と明かした。スミスが平手打ち後も会場に留まって授賞式を楽しむことが許されたことは世間に対する間違ったメッセージになったと主催者を批判し、「誰かが暴力を振るえば、建物の外にエスコートされて追い出されるだけのこと。それをしなかったことはとても不快だった」と語った。
理事会の会議後に発表された声明により、「不適切な身体的接触、虐待的または脅迫的な行動、アカデミーの完全性の侵害を含む」というアカデミーの行動基準に違反しているとされ、アカデミーはウィル・スミスに対する懲戒手続きを発表した。アカデミーは「直接目撃された方、およびテレビの視聴者の皆さまに深いショックとトラウマを与えた」とスミスを断じた上で、クリスに対しては「我々のステージでの出来事を謝罪申し上げます。あの瞬間、即座に持ち直していただき感謝いたします」と声明文で伝えている。
アメリカのメディアによると、調査機関ブルー・ローズ・リサーチが2000人以上に「どちらがより間違っていたか」をネットアンケートしたところ、所得層別で大きな違いがあり、年収15万ドル（約1800万円）以上では54.2％が「スミスがより間違っていた」と回答したのに対し、2万5000ドル以下では63.4％が「ロックがより間違っていた」と答えた。また、高学歴層ほどスミスに否定的な傾向も顕著となった。
日本では「家族を侮辱されたのだからウィル・スミスがビンタしたのも理解できる」という意見が多く聞かれたのに対し、アメリカでは「手を出したウィル・スミスが完全に悪い」という声が多い理由として、権力と富がある人、政治家やセレブリティをコメディアンがネタにする「スタンダップ・コメディ」の文化がアメリカにはあり、また「許される暴力」という考え方がアメリカには存在しないことが指摘されている。
女性政治評論家のミカ・ブルゼジンスキーは、「ジェイダは私がこれまで見てきた中で最も人を勇気付け、女性を助けてくれる女性だ」と事件に言及。ジェイダが自身の番組『レッド・テーブル・トーク』で夫婦関係や病気、セックスライフなどについて赤裸々に語り、視聴者の共感を集めてきたことを踏まえ、「彼女は誰も行く勇気を持っていないところに立ち向かい、自分で自分の面倒を見られる人だ」とし、夫に守ってもらう必要はなかったと主張した。このコメントをきっかけに、ウィルが事件を起こしたためにジェイダが自分で自分の名誉のために発言するチャンスが奪われてしまったという意見が増えた。
4月1日、ウィル・スミスは「私は多くの人を傷つけ、アカデミーの信頼を裏切った。私はアカデミーから退会するとともに、今後のアカデミーの判断を受け入れる」と述べ、映画芸術科学アカデミーから退会する意向を示し、アカデミーもその申し出を受理したことを同日発表した。
ウィル・スミスの今後のキャリアを懸念する声が各地で上がる中、『天使にラブ・ソングを…』シリーズでも知られる俳優・コメディアンのウーピー・ゴールドバーグは「彼は戻ってきます。心配いりません」と私見を述べた。
なお、クリス・ロックは、これらの事件を引き起こしてしまった要因からか、2023年の第95回アカデミー賞授賞式の司会を検討されていたが辞退すると述べている。

## 主な出演作品

### 映画
| 公開年 | 邦題 原題                                                                              | 役名                               | 備考                                                            | 吹き替え                                                     |
| ------ | -------------------------------------------------------------------------------------- | ---------------------------------- | --------------------------------------------------------------- | ------------------------------------------------------------ |
| 1987   | ビバリーヒルズ・コップ2 Beverly Hills Cop II                                           | プレイボーイマンションのボーイ     |                                                                 | 牛山茂（フジテレビ版） 岡野浩介（テレビ朝日版） TBA（VOD版） |
| 1988   | ゴールデン・ヒーロー 最後の聖戦 I'm Gonna Git You Sucka                                | 売春宿の客                         |                                                                 | （吹き替え版なし）                                           |
| 1991   | ニュー・ジャック・シティ New Jack City                                                 | ポーキー                           |                                                                 | 家中宏                                                       |
| 1992   | ブーメラン Boomerang                                                                   | ボニー・T                          |                                                                 | 宮本充（ソフト版） 高木渉（フジテレビ版）                    |
| 1993   | CB4                                                                                    | アルバート                         | 兼脚本・共同製作                                                | （吹き替え版なし）                                           |
| 1995   | パンサー Panther                                                                       | ヤック・マウス                     |                                                                 | TBA                                                          |
| 1995   | ギャングスターズ/野獣死すとき The Immortals                                            | ディーク・アンソニー               |                                                                 |                                                              |
| 1996   | スティーブ・マーティンのSGT.ビルコ/史上最狂のギャンブル大作戦 Sgt. Bilko               | オスター                           |                                                                 | TBA                                                          |
| 1997   | ビバリーヒルズ・ニンジャ Beverly Hills Ninja                                           | ジョーイ                           |                                                                 | 中村大樹                                                     |
| 1998   | ドクター・ドリトル Doctor Dolittle                                                     | ロドニー（モルモット）             | 声の出演                                                        | 龍田直樹（ソフト版） 中尾隆聖（日本テレビ版）                |
| 1998   | リーサル・ウェポン4 Lethal Weapon 4                                                    | リー・バターズ刑事                 |                                                                 | 成田剣（ソフト版） 高木渉（日本テレビ版、テレビ朝日版）      |
| 1999   | ドグマ Dogma                                                                           | ルーファス                         |                                                                 | 桐本拓哉                                                     |
| 2000   | ふたりの男とひとりの女 Me, Myself & Irene                                              | テレビのスタンドアップコメディアン | ノンクレジット                                                  | 飛田展男                                                     |
| 2000   | ベティ・サイズモア Nurse Betty                                                         | ウェズリー                         |                                                                 | 檀臣幸                                                       |
| 2001   | 天国からきたチャンピオン 2002 Down to Earth                                            | ランス・バートン                   | 兼脚本・製作総指揮                                              | 高木渉                                                       |
| 2001   | A.I. A.I.                                                                              | コメディアン                       | 声の出演                                                        | TBA                                                          |
| 2001   | プーティ・タン Pootie Tang                                                             | JB / ラジオDJ / プーティの父       |                                                                 |                                                              |
| 2001   | バクテリア・ウォーズ Osmosis Jones                                                     | オスモシス・ジョーンズ             | 声の出演                                                        |                                                              |
| 2001   | ジェイ&サイレント・ボブ 帝国への逆襲 Jay and Silent Bob Strike Back                    | チャカ・ルーサー・キング           |                                                                 | 桐本拓哉（ソフト版） 斎藤寛仁（Netflix版）                   |
| 2002   | 9デイズ Bad Company                                                                    | ジェイク・ヘイズ                   |                                                                 | 高木渉（ソフト版、フジテレビ版） 咲野俊介（テレビ朝日版）    |
| 2002   | ボウリング・フォー・コロンバイン Bowling for Columbine                                 | 本人役                             |                                                                 | 高木渉（ソフト版、テレビ東京版）                             |
| 2003   | ヒップホップ・プレジデント Head of State                                               | メイズ・ギリアム                   | 兼監督・脚本・製作                                              | 藤原啓治                                                     |
| 2004   | パパラッチ Paparazzi                                                                   | ピザの配達員                       |                                                                 | 伊丸岡篤                                                     |
| 2005   | ロンゲスト・ヤード The Longest Yard                                                    | ケアテイカー                       |                                                                 | 鳥海勝美                                                     |
| 2005   | マダガスカル Madagascar                                                                | マーティ                           | 声の出演                                                        | 柳沢慎吾                                                     |
| 2007   | セックス・アンド・ザ・バディ I Think I Love My Wife                                    | リチャード・クーパー               | 兼監督・脚本・製作                                              | 小森創介                                                     |
| 2007   | ビー・ムービー Bee Movie                                                               | Mooseblood                         | 声の出演                                                        | 佐藤せつじ                                                   |
| 2008   | エージェント・ゾーハン You Don't Mess with the Zohan                                   | タクシー運転手                     |                                                                 | TBA                                                          |
| 2008   | マダガスカル2 Madagascar 2                                                             | マーティ                           | 声の出演                                                        | 柳沢慎吾 真殿光昭（予告）                                    |
| 2009   | ブラック・コメディ 〜差別を笑いとばせ!〜 Why We Laugh: Black Comedians on Black Comedy | -                                  | ドキュメンタリー                                                |                                                              |
| 2009   | グッド・ヘアー 〜アフロはどこに消えた?〜 Good Hair                                     | -                                  | ドキュメンタリー 兼脚本・製作総指揮                             |                                                              |
| 2010   | お葬式に乾杯! Death at a Funeral                                                       | アーロン                           | 兼製作                                                          |                                                              |
| 2010   | アダルトボーイズ青春白書 Grown Ups                                                     | カート・マッケンジー               |                                                                 | TBA                                                          |
| 2011   | 映画と恋とウディ・アレン Woody Allen: A Documentary                                    | -                                  | ドキュメンタリー                                                |                                                              |
| 2012   | ニューヨーク、恋人たちの2日間 2 Days in New York                                       | ミンガス                           |                                                                 | （吹き替え版なし）                                           |
| 2012   | 恋愛だけじゃダメかしら? What to Expect When You're Expecting                           | ヴィク                             |                                                                 | 長瀬祐                                                       |
| 2012   | マダガスカル3 Madagascar 3: Europe's Most Wanted                                       | マーティ                           | 声の出演                                                        | 柳沢慎吾                                                     |
| 2013   | アダルトボーイズ遊遊白書 Grown Ups 2                                                   | カート・マッケンジー               |                                                                 | 江藤博樹                                                     |
| 2014   | トップ・ファイブ Top Five                                                              | アンドレ・アレン                   | ナショナル・ボード・オブ・レビュー賞 (2014年)・スポットライト賞 |                                                              |
| 2015   | ビル・マーレイ・クリスマス A Very Murray Christmas                                     | 本人役                             | Netflixで配信                                                   | （吹き替え版なし）                                           |
| 2018   | ウィーク・オブ・ウェディング The Week Of                                               | カービー・コーダイス               | Netflixで配信                                                   | 江藤博樹                                                     |
| 2018   | クレイジー・グッド Nobody's Fool                                                       | ローレンス                         | クレジットなし                                                  | TBA                                                          |
| 2019   | ルディ・レイ・ムーア Dolemite Is My Name                                               | ダディ・ファッツ                   |                                                                 | 斎藤寛仁                                                     |
| 2020   | 魔女がいっぱい The Witches                                                             | 年上のヒーロー・マウス             | 声の出演                                                        | 高木渉                                                       |
| 2021   | スパイラル:ソウ オールリセット Spiral                                                  | エゼキエル・“ジーク”・バンクス刑事 |                                                                 | 高木渉                                                       |
| 2022   | アムステルダム Amsterdam                                                               | ミルトン                           |                                                                 | 細川祥央                                                     |
| 2023   | ラスティン: ワシントンの「あの日」を作った男 Rustin                                    | ロイ・ウィルキンス                 | Netflixで配信                                                   | （吹き替え版なし）                                           |

### テレビ番組
| 放映年    | 邦題 原題                                          | 役名                 | 備考                                        | 吹き替え   |
| --------- | -------------------------------------------------- | -------------------- | ------------------------------------------- | ---------- |
| 1993-1993 | サタデー・ナイト・ライブ Saturday Night Live       | N/A                  | 53エピソード                                | N/A        |
| 1996      | ホミサイド/殺人捜査課 Homicide: Life on the Street | Carver Dooley        | 第4シーズン 第18話「アディーナへの鎮魂歌」  |            |
| 2015      | Empire 成功の代償 Empire                           | フランク・ギャザーズ | 第2シーズン 第1話                           | 伊藤健太郎 |
| 2018      | クリス・ロックのタンバリン Chris Rock: Tamborine   | 本人                 | Netflixオリジナル・スタンドアップ・コメディ |            |
| 2020      | FARGO/ファーゴ Fargo                               | ロイ・キャノン       | 第4シーズン                                 | 高木渉     |

## 日本語吹き替え
『ブーメラン』（フジテレビ版）以降、主に高木渉が担当している。
このほかにも、桐本拓哉、咲野俊介、江藤博樹なども複数回、声を当てている。

## 関連文献
- 「ニューヨーク・マガジン」のインタビュー(ハフィントンポスト)